# Reichstag zu Worms (836)
Der Reichstag zu Worms im Jahr 836 war eine weitere Reichsversammlung in Worms, die dazu dienen sollte, die Erbschaftsanteile zwischen den Söhnen des Kaisers und die Nachfolge festzulegen.

## Ereignisse
Einberufen wurde die Reichsversammlung für Mitte September 836 durch Kaiser Ludwig, der zuvor mit seinem Sohn Lothar (I.) darüber verhandelt hatte. Der Kaiser war in den vorangegangenen Jahren im Zuge des Streits über das Erbe innerhalb der Herrscherfamilie bereits zweimal abgesetzt und dann wieder als rechtmäßiger Herrscher anerkannt worden. Er und seine Söhne Pippin von Aquitanien und Ludwig (II.) trafen in Worms ein, Lothar aber ließ sich krankheitshalber in letzter Minute entschuldigen. Der zentrale Zweck der Reichsversammlung, die innerdynastischen Kämpfe der Karolinger beizulegen, wurde damit verfehlt. Ob sonst und gegebenenfalls was auf dieser Reichsversammlung noch beraten wurde, ist nicht bekannt. Tagungsort dürfte die Königspfalz in Worms gewesen sein.